# 88 rue du Rhône
88 rue du Rhône, stylisé 88 RUE DU RHONE, était une entreprise indépendante suisse produisant et distribuant des montres de luxe.

## Histoire
88 rue du Rhône est enregistré le 21 avril 2011 par Elie Bernheim et Pierre Bernheim, déclarée en faillite en 2016 et radiée en 2020. Petits-fils de l’horloger suisse Raymond Weil, ils avaient installé la marque à La Chaux-de-Fonds où leurs collections étaient manufacturées,.
88 rue du Rhône lance sa première collection, Double 8 Origin, en juillet 2012, comprenant plus de 100 montres automatiques, chronographes et quartz dont les tailles varient entre 29 mm et 45 mm. La collection est exclusivement lancée au Selfridges d'Oxford Street, à Londres.
La marque était disponible dans plus de 37 pays sur toute la planète, à travers plus de 800 boutiques.
Le nom 88 rue du Rhône s’inspire de la rue du même nom située à Genève, ainsi que de la rivière (le Rhône) qui coule à travers la ville,. Le chiffre 8 est symbole de bonne fortune et d'éternité, décliné sur l'ensemble des modèles de la collection.

## Sponsoring
En 2014, 88 rue du Rhône est le partenaire horloger officiel de l’Académie Britannique des Arts de la Télévision et du Cinéma pour la deuxième année consécutive. L'entreprise a produit cinquante montres en édition limitée pour célébrer, en tant que partenaire officiel, la cérémonie 2013 des BAFTA (en français, l’Académie Britannique des Arts de la Télévision et du Cinéma),. Elle a également sponsorisé la première exposition artistique  du BAFTA « Past Forward » une collection d’images prises des archives du BAFTA. L’exposition a été créée par l'artiste-architecte Kevin Vucic-Shepherd en utilisant l’imagerie de l’archive étendue du BAFTA (1955-2003) et celle des futures archives (2003-de nos jours).
88 rue du Rhône est le sponsor horloger officiel du Festival International du Film de Miami. Se déroulant au mois de mars, le festival réunit 60 000 membres invités et plus de 400 cinéastes, producteurs, talents et les professionnels de l'industrie lors de projections et galas,. 88 rue du Rhône a joué un rôle lors de la soirée et du gala d'ouverture du Festival, proposant d’essayer ses produits phares. De plus, la marque a eu l’honneur d’offrir une montre à John Turturro, récompensé par le Festival pour l’ensemble de sa carrière,. Après la cérémonie, 88 RUE DU RHONE88 rue du Rhône était présent à l’espace VIP de l’Hôtel Epic. 